# I campi della gloria
I campi della gloria (in originale Les Champs d'honneur) è il romanzo d'esordio dello scrittore francese Jean Rouaud, pubblicato nel 1990 e vincitore, nello stesso anno, del Premio Goncourt.

## Trama
Durante la fanciullezza dell'autore, muoiono nel giro di poco tempo il nonno materno, il papà Joseph e la prozia Marie. Quest'ultima abitava in una minuscola casa nel giardino di Joseph e, a fianco, c'era la casa di un'altra prozia, Mathilde, vedova e madre del cugino Rémy. Alla morte del padre, in seguito ai funerali, la mamma si era rifugiata in uno stato mentale catatonico. Contemporaneamente Marie era scivolata in una forma di estraniamento dalla realtà, tipica della demenza senile, in cui chiedeva a Dio perché non avesse ascoltato il voto fatto da lei in gioventù.
Abbandonato a se stesso, Jean cresce con le sorelle, aiutato da sporadici interventi della nonna e del cugino Rémy. Questo lo porta a ricostruire il gruppo di famiglia cui faceva riferimento la zia Marie: due fratelli morti nella prima guerra mondiale e una sorella morta in giovane età, di malattia. Il voto della zia consisteva nel consacrare la sua vita, pur di rivedere il fratello Joseph; sarebbe rimasta illibata rinunciando alla sua fecondità di donna, purché il giovane le fosse restituito. Così i tre pronipoti, gli orfani di un altro Joseph, della generazione successiva, non capirono, se non dopo molti anni, che la povera tante Marie non aveva rivisto il fratello e anzi aveva perduto anche il nipote dello stesso nome.

## Opere derivate
Il romanzo ha avuto una trasposizione a fumetti realizzati da Denis Deprez. L'album è stato pubblicato nel 2005, da Casterman.

## Edizioni
- (FR)  J. Rouaud, Les Champs d'honneur, Éditions de Minuit, Paris 1990
- Jean Rouaud, I campi della gloria, traduzione di Laura Frausin Guarino, collana Omnibus, A. Mondadori, Milano 1991
- Jean Rouaud, I campi della gloria, traduzione di Laura Frausin Guarino, collana Piccola biblioteca Oscar, A. Mondadori, Milano 1995